# バブーシュカ・レディー
バブーシュカ・レディー (The Babushka Lady) とは、ケネディ大統領暗殺事件の発生現場で、暗殺の瞬間を最も間近で撮影していたと思われる身元不明の女性に冠せられた通称である。「バブーシュカ」(ロシア語: ба́бушка) とは「お婆さん」という意味で、この女性がロシアで年配の女性が頭に被るようなスカーフを着用していたことからこのように呼ばれている。 

## 記録
この女性の存在はザプルーダー・フィルムを始めとしたケネディ暗殺を撮影したフィルム等から確認されているが、彼女が誰であったのかは今でも謎のままである。バブーシュカ・レディーは、ケネディ大統領の車列が通過したエルム通りと、その1本隣りのメイン・ストリートの間にある芝生の上に立っていた。狙撃が止んだ後、彼女はエルム通りを横切って、狙撃犯探しのために騒乱状態になっているエルム通り沿いの小高い芝生のある丘 (grassy knoll) へ向かった。彼女の姿が最後に撮影された写真では、エルム通りの東側を歩いている姿が写っている。
警察やFBIの捜査でも彼女の身元を特定するには至らなかった。一方でFBIは地元の写真業者に対し、暗殺当日に現場で撮影されたものと思われる画像についての依頼は報告するように要請していたにもかかわらず、彼女が撮影したと思われるフィルムや写真すら一つも見つかっていない。

## ある女性の告白
1970年、自分がバブーシュカ・レディーであると名乗り出る女性が現れた。彼女は、事件当時ジャック・ルビーの経営するナイトクラブで歌手、ダンサーとして働いていた女性であった。1994年、彼女は事件当日の回顧録を発表したが、彼女が本当にバブーシュカ・レディーであるという証拠は示されていない。彼女によれば、撮影したフィルムはFBIの捜査官に渡したが戻ってこなかったという。
彼女の主張に対しては多くの矛盾点が指摘されている。例えば、彼女が事件当時に使用していたというカメラは、1963年当時はまだ存在しないタイプのものであった。また、彼女が事件発生時にいた位置についても、矛盾する証言がなされている。彼女は大統領の車列がエルム通りに入ってくるよりも前から、ある男性とその息子の背後にいたと主張している。しかし、その男性の証言によれば、彼女がいたと主張する場所にその男性が息子と共に来たのは、大統領の車列がエルム通りに入った直後のことであった。

## 映画『JFK』
1991年公開の映画『JFK』では、この女性歌手をロリータ・ダヴィドヴィッチが演じているが、自分がバブーシュカ・レディーであると名乗り出るような場面は描かれていない。この映画のディレクターズ・カット版では、彼女は事件現場にスカーフを着た姿で描かれており、撮影したフィルムをFBIの捜査官と名乗る2人の男に渡したとも語っている。